# Zeche Katharina
Die Zeche Katharina war ein Steinkohlen-Bergwerk in Essen-Kray.

## Geschichte

### 1899–1945
Von 1899 bis 1901 brachte die Gewerkschaft Hercules in der Nähe des Zehnthofes an der Straße von Frillendorf nach Kray einen neuen Förderschacht nieder. Dieser Schacht 3 der Zeche Hercules wurde später nach der Gattin des Grubenvorstandes Carl Funke auch Schacht Katharina genannt. Der Schacht erhielt als eigenständige Förderanlage einen Tomson-Bock; weiterhin wurde eine Brikettfabrik für die Herstellung von Magerkohlen-Briketts errichtet.
Die neue Förderschachtanlage entwickelte sich vielversprechend. Bereits 1904 förderte die neue Schachtanlage im Verbund mit der alten Anlage der Zeche Hercules 450.000 Tonnen Magerkohle jährlich. Einen Kilometer östlich des Schachtes Katharina wurde von 1905 bis 1907 ein Wetterschacht niedergebracht Er diente auch als Spülschacht (ein Schacht zum Einbringen des Versatzgutes im Spülverfahren).
Die 1906 u. a. durch die Gewerkschaft Hercules gegründete Essener Steinkohlenbergwerke AG beschloss die Ausgliederung der Schächte 3 und 4 aus der Zeche Hercules und ihre Fortführung als eigenständige Zeche Katharina. Die Nummerierung der Schächte wurde allerdings für Hercules und Katharina gemeinsam fortlaufend weitergeführt. Nach dem Ersten Weltkrieg führte der angespannte Absatzmarkt insbesondere für Magerkohle und deren Folgeprodukte zu notwendigen Rationalisierungsmaßnahmen der Essener Steinkohlenbergwerke AG.
Die fördertechnische Erschließung der Magerkohlenvorräte im Bereich zwischen dem Stadtzentrum von Essen und der Ruhr sollte langfristig von der Zeche Katharina übernommen werden. Die auf freiem Felde liegende Hauptschachtanlage 3 bot hierzu die notwendigen Geländereserven. Von 1923 bis 1925 wurde neben Schacht 3 der Schacht 6 als zweiter Förderschacht abgeteuft. Dieser erhielt ein zweigeschossiges deutsches Strebengerüst. Im Gegenzug wurde 1925 der Förderstandort Hercules 1/5 abgeworfen und komplett aufgegeben. Die verbliebenen Kohlenvorräte im Herculesfeld wurden zunächst in Reserve gehalten.
1930 erfolgte die zeitweilige Verschmelzung der Essener Steinkohlenbergwerke AG mit der Gelsenkirchener Bergwerks-AG, aus der die Essener Steinkohlenbergwerke AG 1933 als neue Untergesellschaft wieder ausgegliedert wurde. Ab 1936 unterstand die Essener Steinkohlenbergwerke AG einem Konsortium, welches dem Flick-Konzern nahestand. Dieses plante nun die großtechnische Erschließung der Grubenfelder der in den früheren Jahren stillgelegten Nachbarzechen von der Schachtanlage Katharina 3/6 aus. Die Grubenfelder befanden sich allerdings in Besitz verschiedener Bergbaugesellschaften, wodurch sich die Wahrnehmung des Abbaurechtes und damit die Investitionen immer wieder verzögerten.

### 1945–1972
Nach dem Zweiten Weltkrieg wurde die Essener Steinkohlenbergwerke AG aus dem Flick-Konzern herausgelöst. Bedingt durch den sich gut entwickelnden Absatzmarkt für Magerkohlen wurden die Expansionspläne der Zeche Katharina wieder aufgenommen.
1951 wurde der Grubenfeldbesitz der Bergwerksgesellschaft Adler mbH übernommen. Die dieser Gesellschaft gehörenden Grubenfelder der Zeche Johann Deimelsberg und der Zeche Centrum 4/6 wurden der Zeche Katharina zugeschlagen. Beide Zechen waren 1929 stillgelegt worden; die Schächte Centrum 4/6 in Leithe waren allerdings teilweise offengeblieben. Von 1952 bis 1954 wurde diese Schächte wieder aufgewältigt. Schacht 4 erhielt ein neues Fördergerüst, das Gerüst von Schacht 6 wurde lediglich instand gesetzt. Fortan fungierten diese Schächte als Außenanlage der Zeche Katharina.
Von 1953 bis 1955 wurde die Schachtanlage Katharina 3/6 zur Zentralförderanlage ausgebaut. Die Aufbereitung wurde grunderneuert. Schacht 3 wurde tiefer geteuft und mit einem geschlossenen Betonförderturm versehen. Zu Ehren des langjährigen Generaldirektors der Essener Steinkohlenbergwerke AG wurde dieser Schacht in Schacht Ernst Tengelmann umbenannt. 1955 erfolgte die Übernahme der Essener Steinkohlenbergwerke AG durch die Mannesmann AG. Hierdurch wurde langfristig der Verbund der benachbart liegenden Mannesmann-Zeche Königin Elisabeth mit der Zeche Katharina möglich.
1956 folgte die fördertechnische Verbindung von Katharina 3/6 mit der Schachtanlage Wilhelm/Emil der Zeche Königin Elisabeth. Schacht Ernst Tengelmann übernahm die Förderung, Schacht Wilhelm und Emil blieben als Wetter- und Seilfahrtanlagen in Betrieb. Ab 1966 wurden die verbliebenen Schachtanlagen Friedrich Joachim und Hubert 1/2 der Zeche Königin Elisabeth aus der Förderung genommen. Der weitere Abbau der Kohlenvorräte erfolgte durch die Zeche Katharina. Schacht Friedrich Joachim 1 blieb als Seilfahrt- und Wetterschacht offen. Das Bergbauvermögen der Mannesmann AG ging 1968 in den Besitz der neu gegründeten Ruhrkohle AG über. Diese übernahm die Zeche Katharina in die Bergbau AG Essen. Die Jahresförderung betrug 1970 850.000 Tonnen Fett-, Ess- und Magerkohle bei 2.800 Beschäftigten.

## Stilllegung
Nach dem Gesamtanpassungsplan des Ruhrkohlenbergbaus wurde schnell beabsichtigt, den Mager- und Anthrazitkohlenabbau im Gebiet von Essen und dem Ruhrtal wegen Unrentabilität einzustellen. 1972 erfolgte die Stilllegung der Zeche Katharina und aller Nebenanlagen. In den Folgejahren wurden die Anlagen abgebrochen und die Schächte verfüllt. Schacht Katharina 6 blieb bis 1974 noch als Außenanlage für die Wasserhaltung offen.

## Heutiger Zustand
Sowohl über Schacht 3/6 (Lage) als auch über Schacht 4 der Zeche Katharina wurden Gewerbegebiete errichtet. Sie verweisen mit den Namen Zeche Katharina und Am Luftschacht auf die alte Verwendung. Alte Zechengebäude (Lage, Lage) sind nicht mehr als solche zu erkennen.